# Греко, Дженнаро
Дженнаро Греко, также известный как «Маскакотта» (итал. Gennaro Greco, Il Mascacotta; 1663, Неаполь — 2 мая 1714, Нола) — итальянский живописец и архитектор, работавший в Неаполе в период позднего барокко. Известен своими архитектурными картинами: каприччи с руинами, а также ведутами, так называемыми «veduta ideata» (итал. veduta ideata — воображаемый, придуманный вид) — полуфантастическими воображаемыми ландшафтами.

## Биография
Дженнаро Греко родился и работал в Неаполе. Его прозвали «Il Mascacotta» («Печёное лицо») из-за сильного ожога на лице. Вначале Дженнаро учился на художника-орнаменталиста. Он делал эскизы оформления религиозных торжеств, а также помогал с построениями перспективы в произведениях других художников. В этой работе он вдохновлялся шедеврами Андреа Поццо. Архитектор и живописец Поццо написал двухтомный трактат по теории перспективы для живописцев и архитекторов: «Живописная и архитектурная перспектива» (Perspectiva Pictorum et Architectorum, 1693—1700). Поццо описывал в своём трактате практику "ведуты-идеаты (итал. veduta ideata — воображаемый, придуманный вид) — воображаемых ландшафтов, иллюзорно написанных пейзажей, сочетающих придуманные художником архитектурные и природные элементы.
Греко в этом виде декоративной живописи добился успеха. Его сын Винченцо также стал художником архитектурно-декоративной росписи. Дженнаро Греко скончался, упав со строительных лесов во время работы над фреской на церковном своде в соседней с Неаполем Ноле.

## Творчество
Итальянский историк искусства XIX века Карло Тито Дальбоно описывает творчество Дженнаро как художника, изображавшего «виды изувеченной античности» (vedute di mutilato anticaglie). Большинство картин Греко представляют собой виды руин античной архитектуры на фоне типично итальянского пейзажа, чаще неаполитанской кампании. Этот жанр живописи стал популярным в Риме в середине XVII века.
Корни этого типа ведуты находят в искусстве XVI века, в частности в архитектурных декорациях, которые художники писали в качестве архитектонических обрамлений крупномасштабных фресок и плафонных росписей, известных под названием «квадратура».
Дженнаро часто изображал античные руины в жанре «ночных пейзажей». Примером может служить «Каприччио» с фигурами среди классических руин и кораблями. На этой картине арка в середине картины, а также храмовый комплекс с ионическими колоннами освещены загадочным лунным светом. Источник света прикрыт выступающими верхушками деревьев. На переднем плане, сидя на каменных блоках, двое мужчин заняты рисованием руин — тема, отражающая зарождающийся в тот период интерес к античности. В центре — бытовая сцена: женщина несёт на голове корзину в сопровождении ребёнка. Некоторые произведения Дженнаро относят к аркадским пейзажам конца XVII века в Неаполе.
Дженнаро Греко также сотрудничал с художниками в жанре натюрморта при создании совместных картин — натюрморта или архитектурного пейзажа в цветочном обрамлении, как например, в совместной работе с Абрахамом Брейгелем.

## Галерея

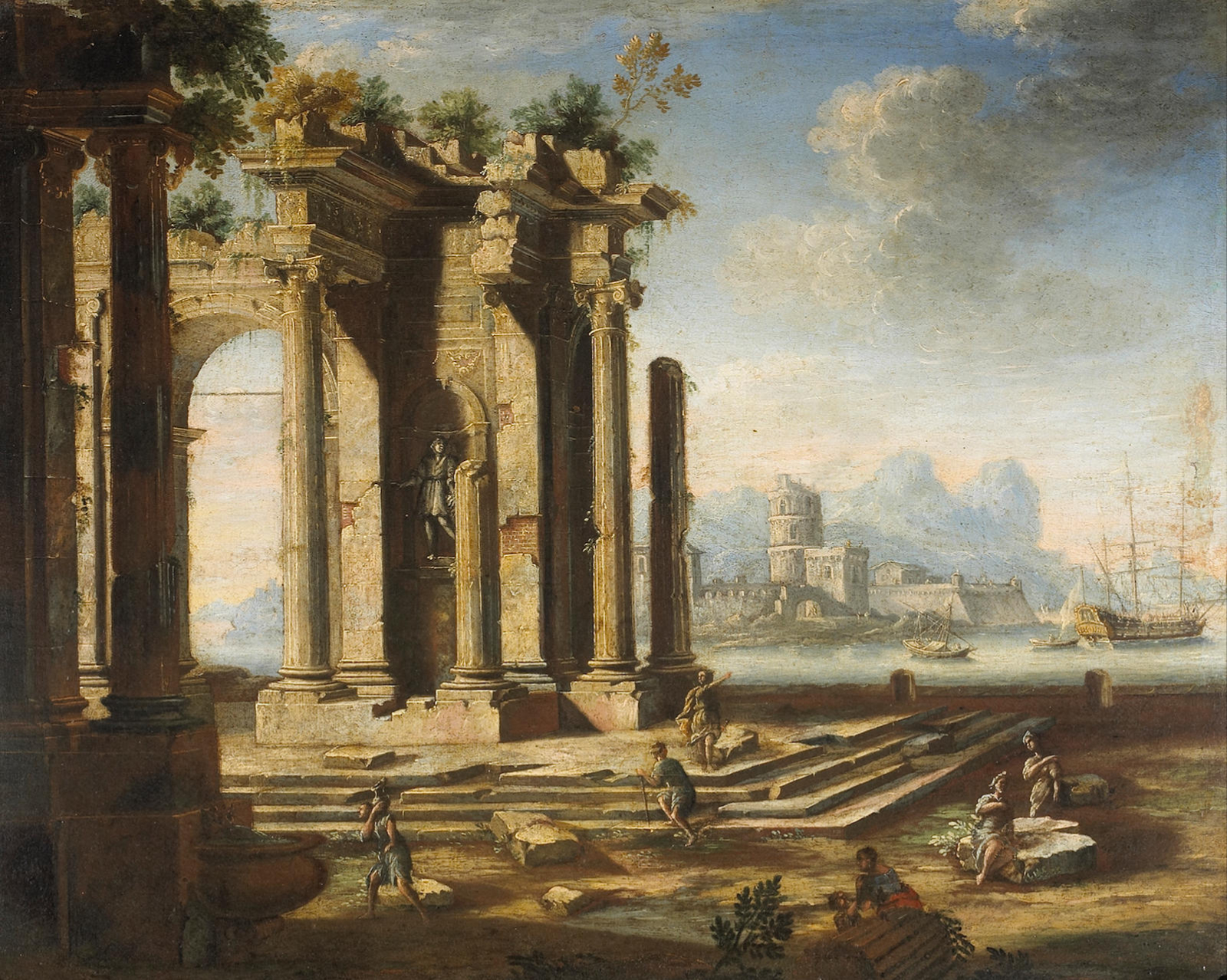
Классические руины с морским пейзажем вдалеке. Между 1683 и 1714. Холст, масло. Частное собрание
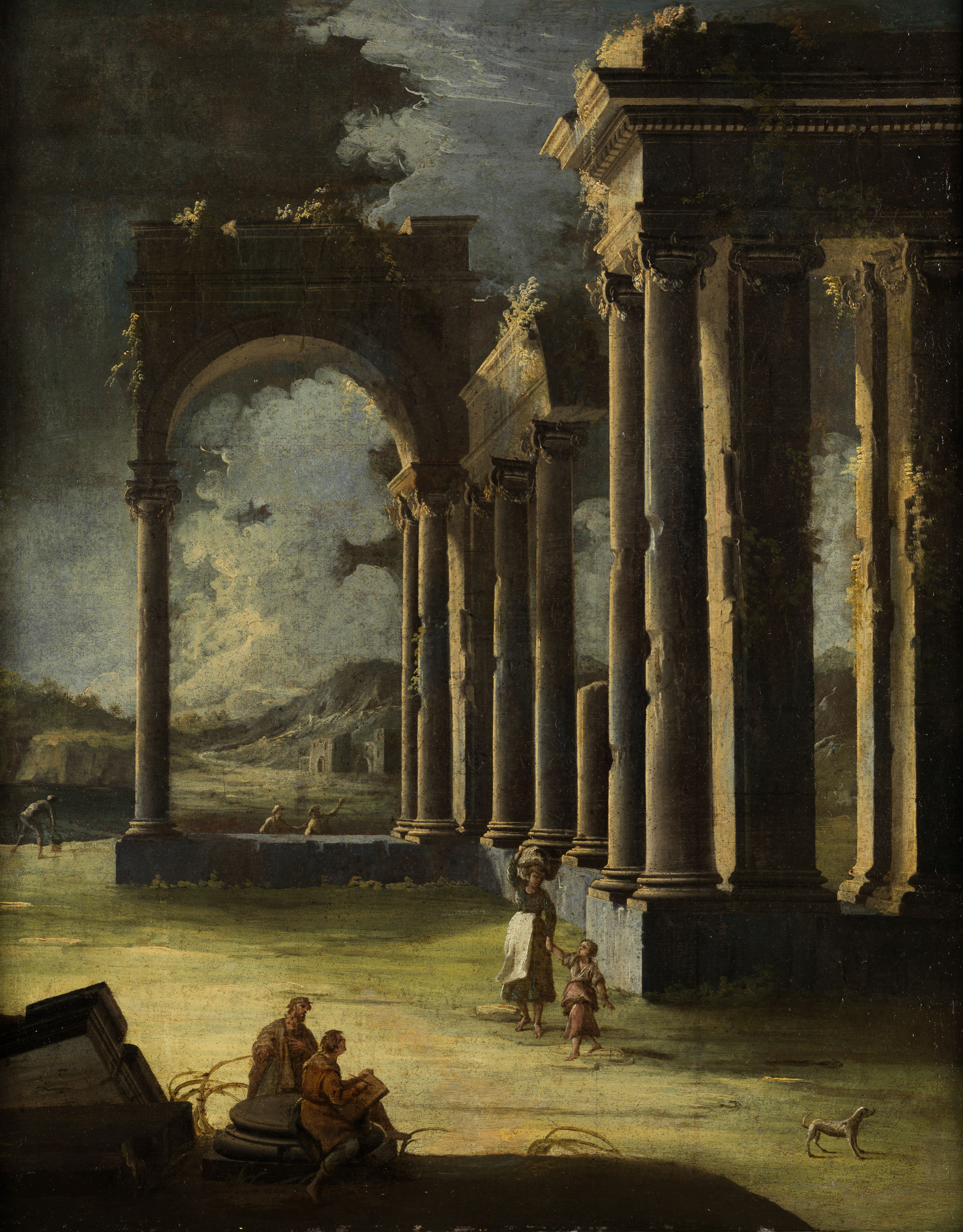
Античные руины с фигурами при ночном свете. Между 1663 и 1714. Холст, масло. Частное собрание
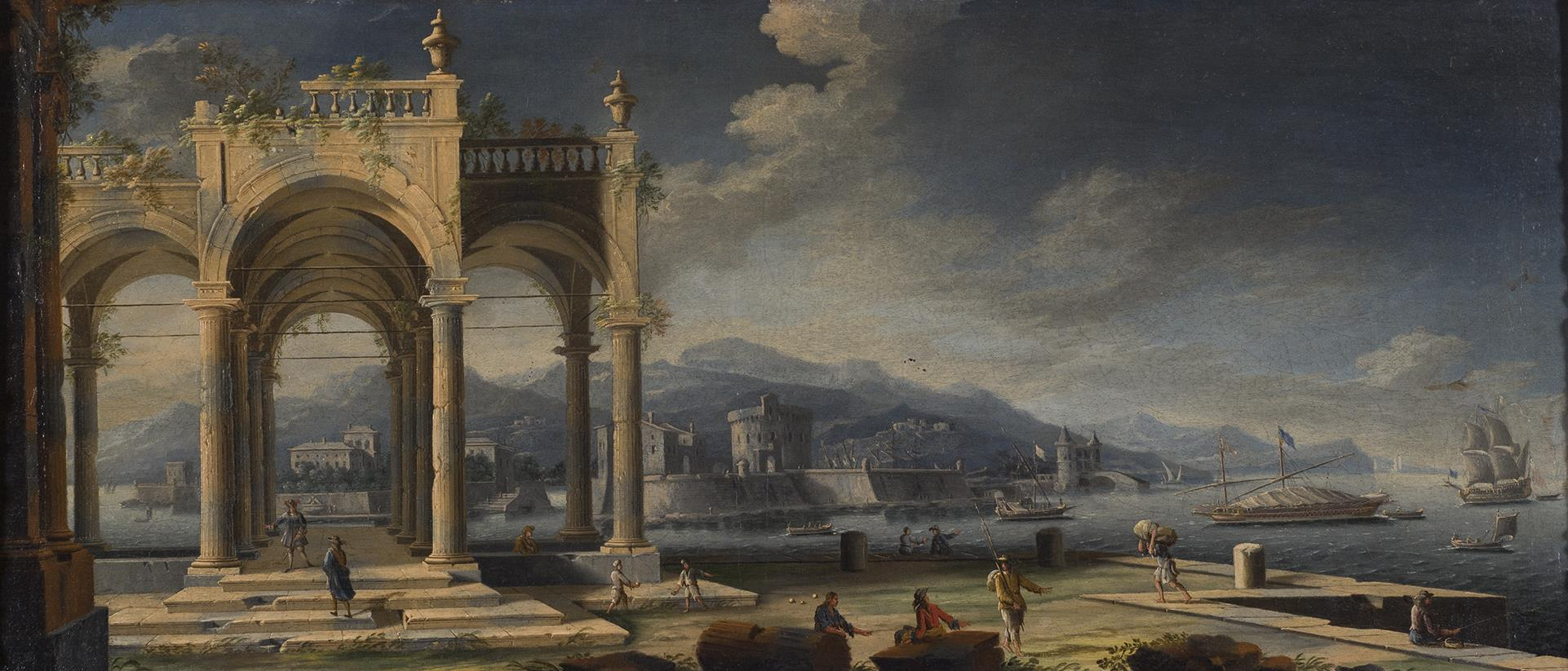
Каприччио античных руин в Средиземноморском порту с кораблями и прохожими. Между 1683 и 1714. Холст, масло. Частное собрание
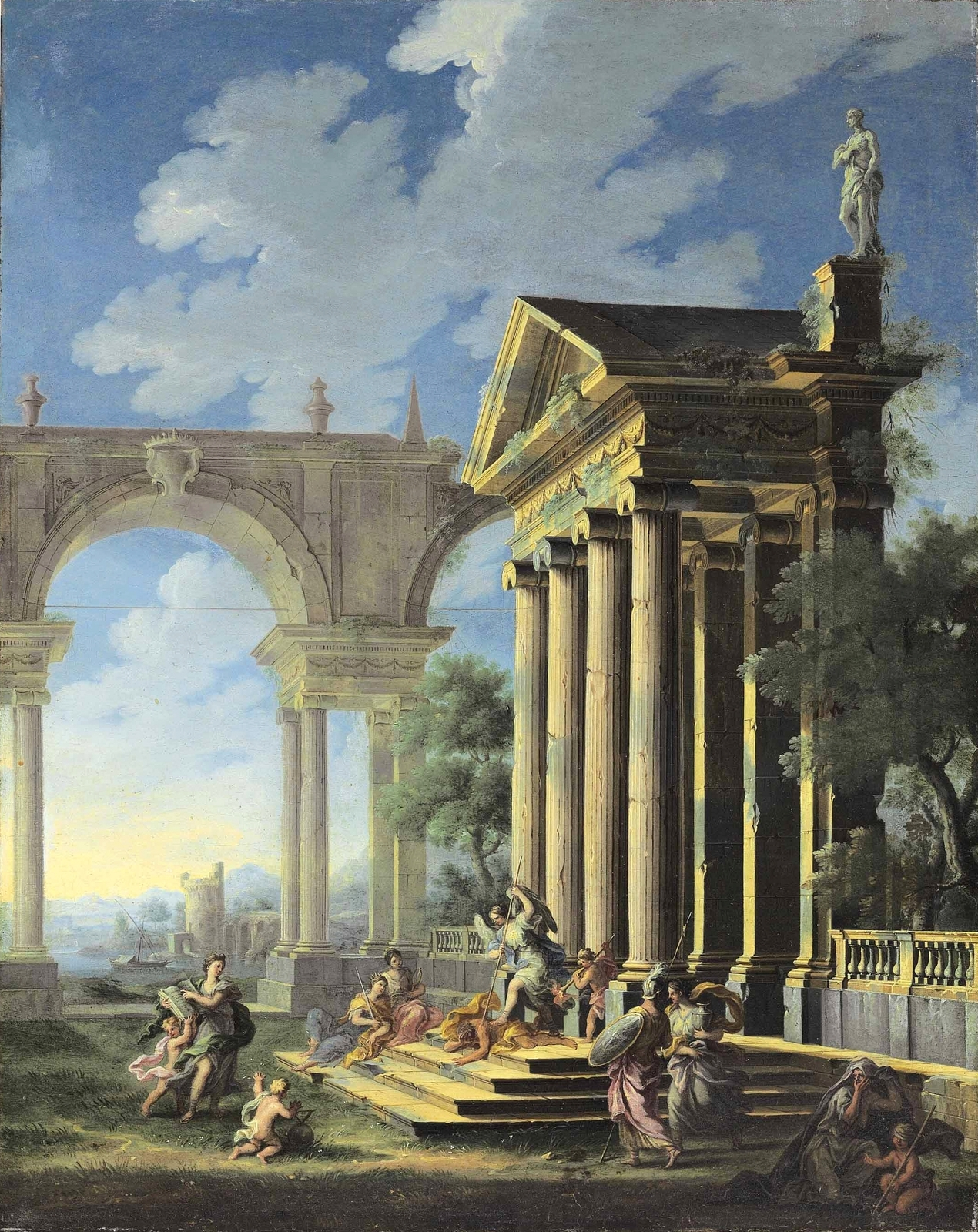
Aллегорическая сцена у фасада храма. Между 1683 и 1714. Холст, масло. Местонахождение неизвестно
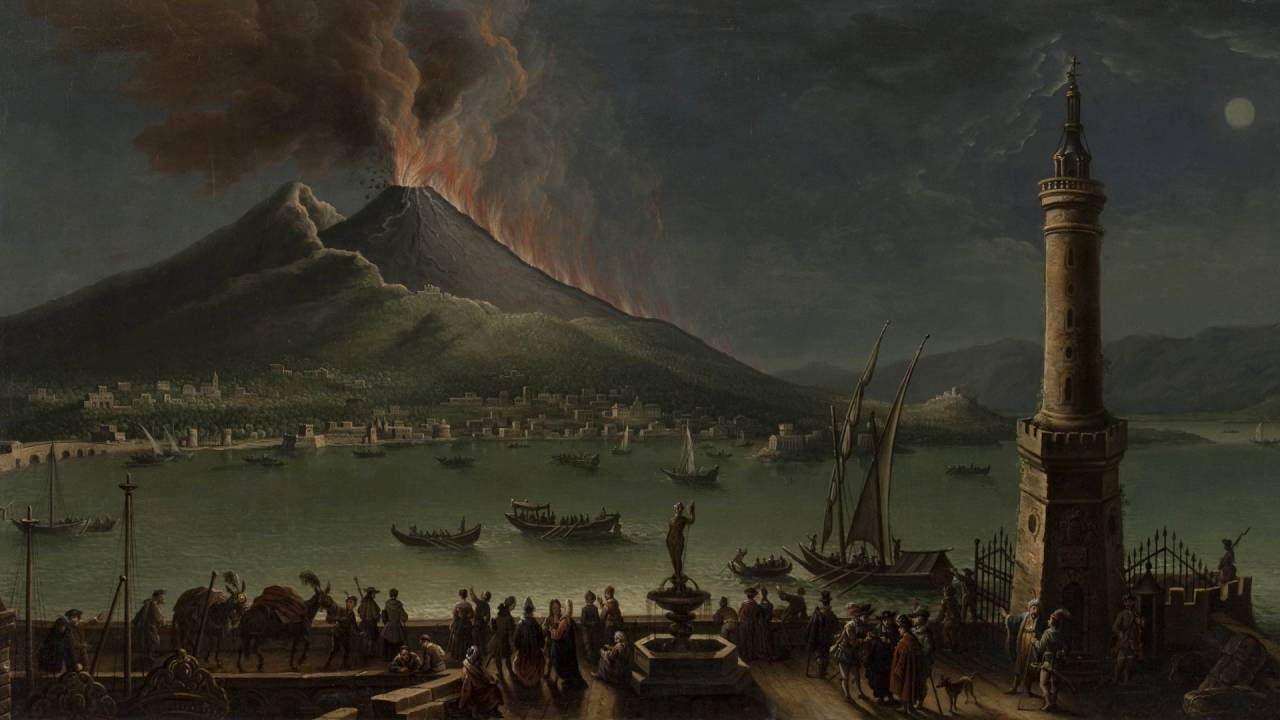
Вид Везувия из гавани Неаполя с фигурами. Между 1683 и 1714. Холст, масло. Частное собрание
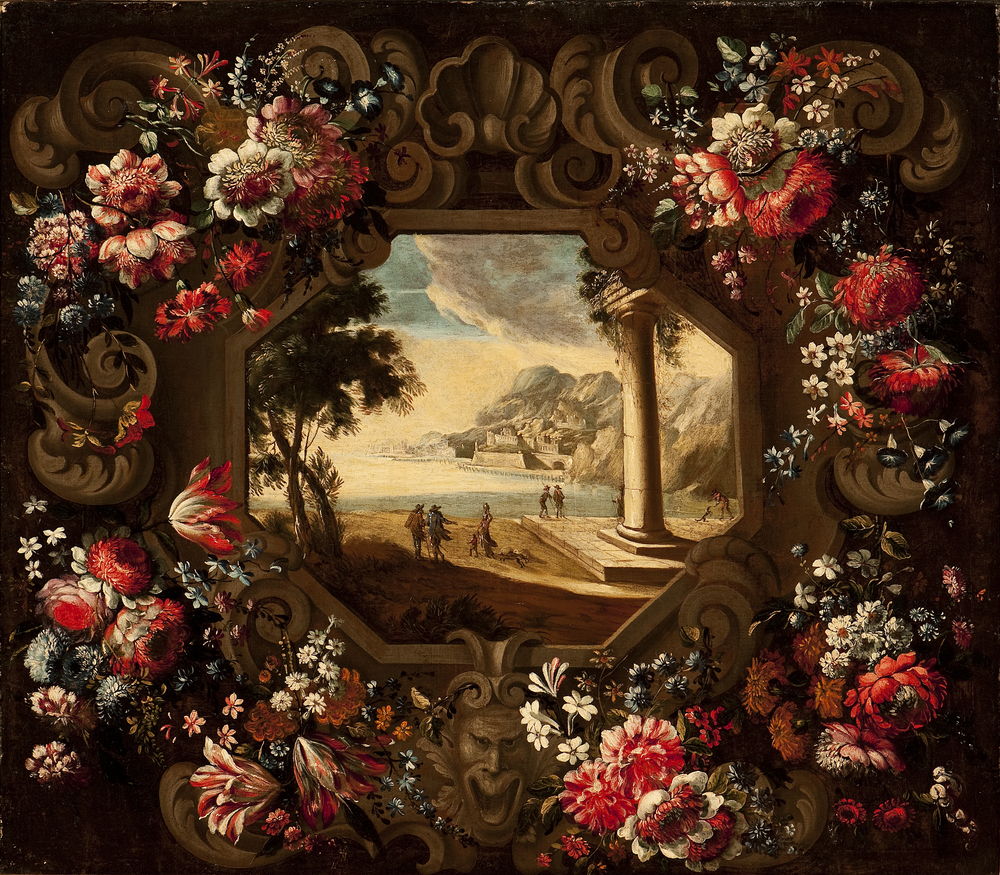
Цветочная гирлянда и морской пейзаж Гаэтского залива. Совместно с Абрахамом Брейгелем. Между 1660 и 1690. Холст, масло. Местонахождение неизвестно
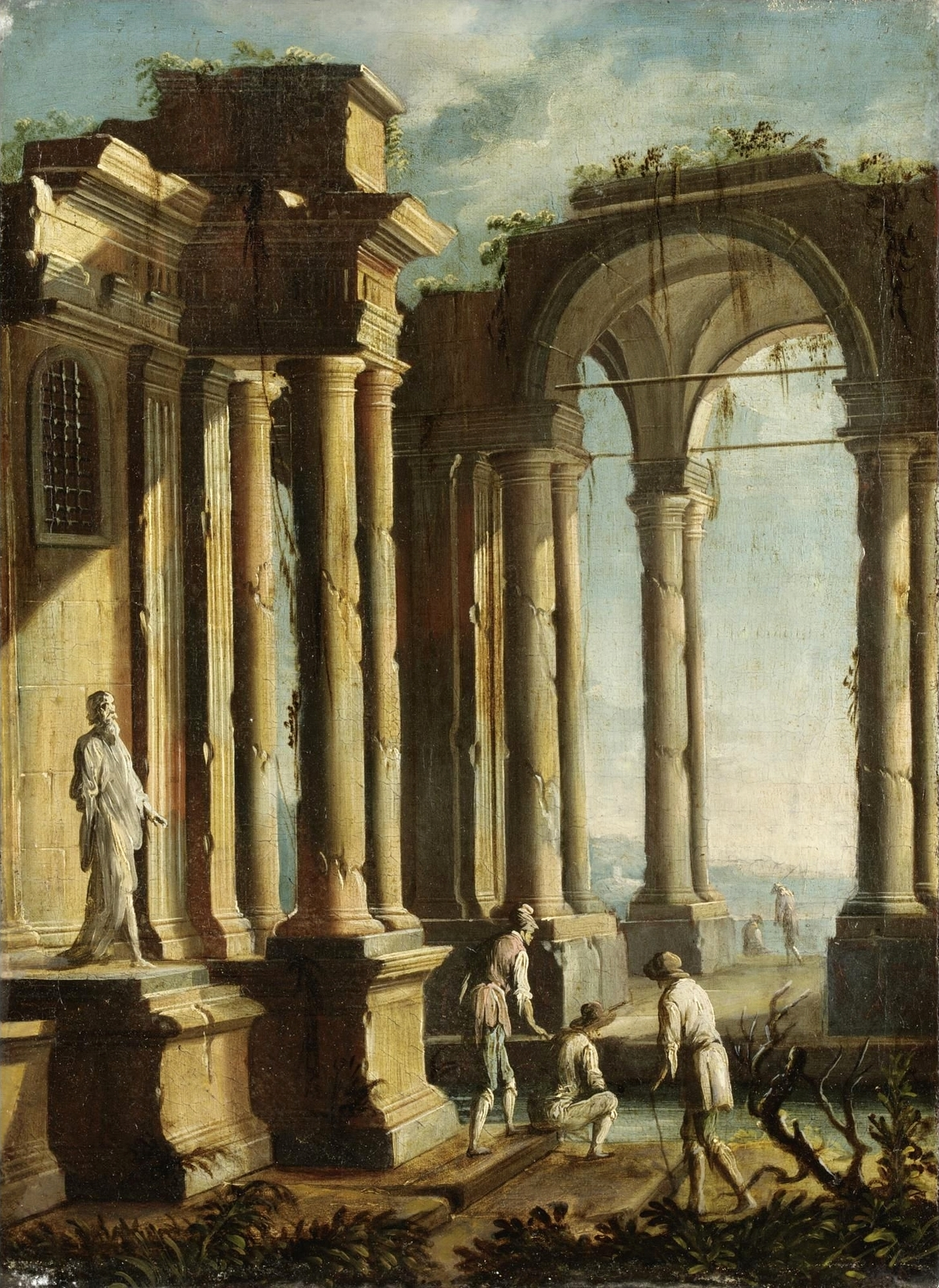
Архитектоническое каприччио с фигурами. Между 1683 и 1714. Холст, масло. Частное собрание
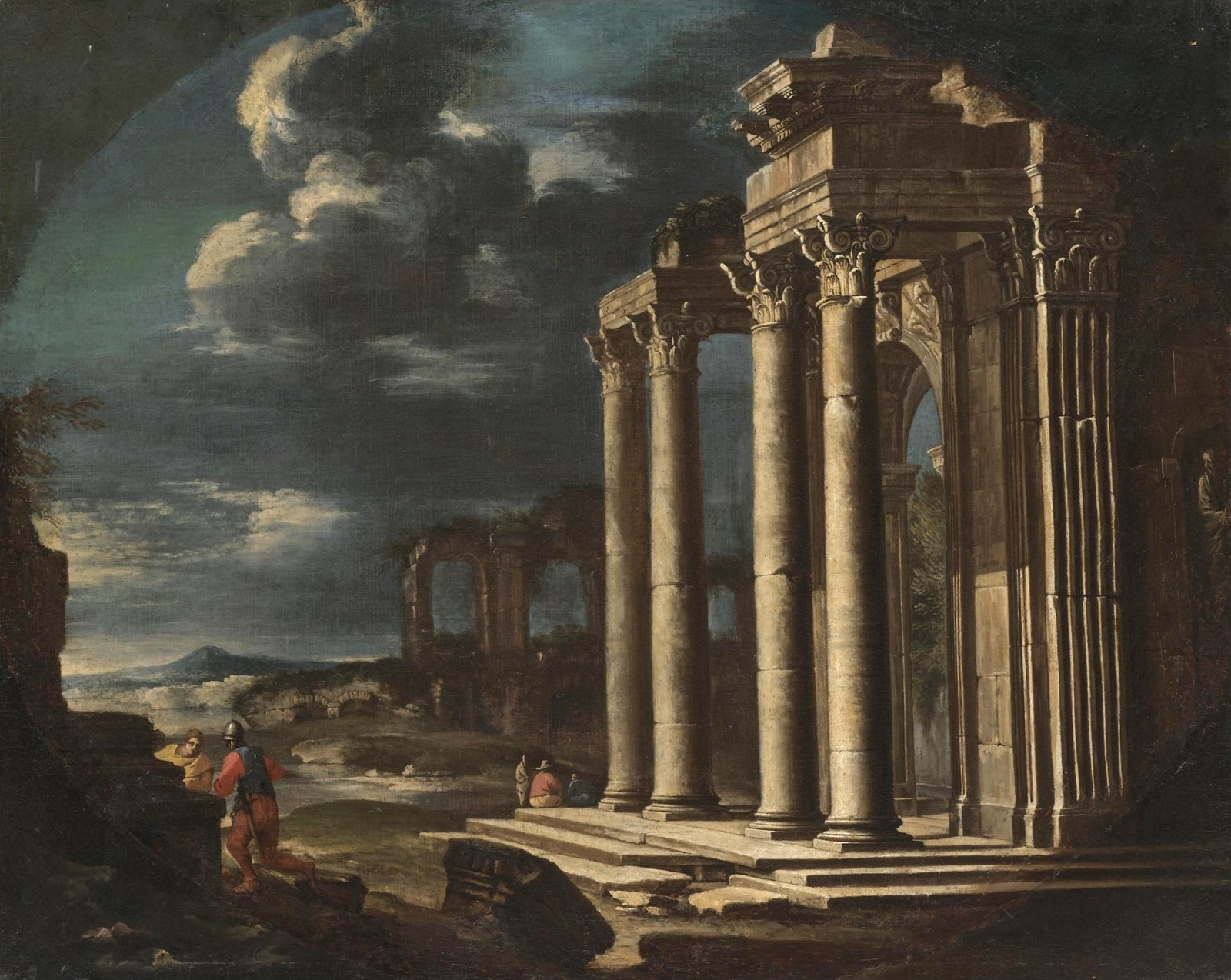
Aрхитектурное каприччио с солдатами. Между 1683 и 1714. Холст, масло. Частное собрание